# Tim Wakefield
Timothy Stephen Wakefield (Melbourne, 2 de agosto de 1966 – 1 de outubro de 2023) foi um jogador profissional de beisebol estadunidense.

## Carreira
Tim Wakefield foi campeão da World Series 2007 jogando pelo Boston Red Sox. Na série de partidas decisiva, sua equipe venceu o Colorado Rockies por 4 jogos a 0.